# (34396) 2000 RT74
2000 RT74 (asteroide 34396) é um asteroide da cintura principal. Possui uma excentricidade de 0.12743690 e uma inclinação de 5.72621º.
Este asteroide foi descoberto no dia 3 de setembro de 2000 por LINEAR em Socorro.